# 高井治
高井 治（たかい おさむ、1962年1月17日 - ）は、日本の舞台俳優である。静岡県浜松市出身。劇団四季所属。

## 経歴
静岡県浜松学芸高等学校音楽科卒業。
東京芸術大学音楽学部、同大学院修士課程修了。
生家が電器店で音響機器が身近にあったために小学生のころからクラシック音楽に親しみ、ピアノを習い始め、その後、地元の音楽科のある高校に進学した。
小学生でブラスバンド、中学生で吹奏楽部（打楽器）に所属、高校ではバンドを組みドラムス、キーボード、アレンジを担当していた。
当初は作曲家、指揮者に憧れていたが、高校受験の際に指導を受けた教師から勧められ声楽の道へ。
古屋豊、渡辺高之助、高橋大海、栗林義信に師事。
オペラや宗教音楽のソリスト、ボイストレーナー、音楽講師、文化庁オペラ研修所補助員として活動。
安定した収入を得つつ舞台で歌いたいという願望から、1999年に新聞広告で知った劇団四季のオーディションを受け、合格。
オーディションで「オペラ座の怪人」の挿入歌を歌った時から代表の浅利慶太氏に「10年に1人の声」高く評価され、「いずれ怪人役を」と言われていた。
入団数ヵ月後に異例の早さで『キャッツ』のオールドデュトロノミー役として初舞台に立ち、
2001年4月の仙台公演で『オペラ座の怪人』タイトルロールのファントム役に抜擢。入団からわずか一年半で大役をつかんだ。
2011年12月、文化芸術に優れた業績を上げた浜松ゆかりの芸術家に贈られる「浜松市教育文化奨励賞」を受賞。
2012年8月10日にはファントム役出演2000回を達成した。ファントム役を2000回以上演じた俳優としては世界で6人目になる。
2017年3月31日にMAZDA Zoom-Zoom スタジアム広島で行われたセリーグ開幕戦で国歌斉唱役を務めた。

## 主な出演

### 舞台
- キャッツ（オールドデュトロノミー）
- オペラ座の怪人（ファントム、アンサンブル）
- 壁抜け男（C氏〈公務員〉・乞食・看守2・裁判長、部長・刑務所長・検事〈2006 - 〉）
- ミュージカル李香蘭（裁判長）
- ジーザス・クライスト＝スーパースター（カヤパ）
- 夢から醒めた夢（夢の配達人）
- 劇団四季 ソング&ダンス55ステップス
- むかしむかしゾウがきた（殿様）
- ノートルダムの鐘 (クワイヤ)

### 声の出演
- オペラ座の怪人 (2004年の映画) - ファントム（ジェラルド・バトラー）の声　（2010年12月17日、NTV系列「金曜ロードショー」）

## 主な録音
- 王者の旗（『清水エスパルス』応援歌）
- 美しき光の翼（『勇者王ガオガイガー』挿入歌）